# Comuna Pașcani, Hîncești
Comuna Pașcani este o comună din raionul Hîncești, Republica Moldova. Cuprinde două sate: Pașcani (centru de comună) și Pereni. La recensământul din 2004, comuna înregistra 2.122 locuitori.

## Administrație și politică
Componența Consiliului local Pașcani (11 consilieri), ales la 5 noiembrie 2023, este următoarea:
|  | Partid                                        | Consilieri | Componență | Componență | Componență | Componență | Componență | Componență | Componență |
|  | --------------------------------------------- | ---------- | ---------- | ---------- | ---------- | ---------- | ---------- | ---------- | ---------- |
|  | Partidul Dezvoltării și Consolidării Moldovei | 7          |            |            |            |            |            |            |            |
|  | Partidul Acțiune și Solidaritate              | 2          |            |            |            |            |            |            |            |
|  | Platforma Demnitate și Adevăr                 | 1          |            |            |            |            |            |            |            |
|  | Partidul Socialiștilor din Republica Moldova  | 1          |            |            |            |            |            |            |            |